# Jhalawar (distrikt)
Jhalawar är ett distrikt i den indiska delstaten Rajasthan. Den administrativa huvudorten är staden Jhalawar. Distriktets befolkning uppgick till 1 180 323 invånare vid folkräkningen 2001, på en yta av 6 219 kvadratkilometer.

## Administrativ indelning
Distriktet är indelat i sju tehsil, en kommunliknande administrativ enhet:
- Aklera
- Gangdhar
- Jhalrapatan
- Khanpur
- Manohar Thana
- Pachpahar
- Pirawa

## Urbanisering
Distriktets urbaniseringsgrad uppgick till 14,25 % vid folkräkningen 2001. Den största staden är huvudorten Jhalawar. Ytterligare sju samhällen har urban status:
- Aklera, Bakani, Bhawani Mandi, Jhalrapatan, Kolvi @ Mandi Rajendrapur, Manoharthana, Pirawa